# Maskerboomekster
De maskerboomekster (Dendrocitta frontalis) is een zangvogel uit de familie Corvidae (kraaien).

## Verspreiding en leefgebied
Deze soort komt voor van noordelijk India tot noordwestelijk Vietnam.

## Status
De grootte van de populatie is niet gekwantificeerd maar de soort wordt omschreven als zeldzaam. Op de Rode lijst van de IUCN heeft deze soort de status niet bedreigd.